# Temple protestant d'Alger
Le temple protestant d'Alger est un lieu de culte luthéro-réformé construit en 1845, durant l'Algérie française. Il est situé rue de Chartres, rebaptisé après la Seconde Guerre mondiale rue du docteur Charles-Aboulker, et aujourd'hui 15 rue Amar El Kama, dans la Casbah d'Alger. La paroisse est alors membre de l'Église protestante unie d'Algérie.

## Histoire
Des protestants débarquent en Algérie dès le 14 juin 1830, avec le corps expéditionnaire français, dont deux capitaines, Isaac Sol et le baron François de Chabon-Latour. Ils sont rejoints par d'autres officiers réformés, le général Théophile Voirol en 1833, Alexandre Charles Perrégaux en 1834, le maréchal comte Jacques Randon en 1838... La création de la Légion étrangère en 1831, cantonnée à Alger jusqu'en 1834, amène en Algérie des Suisses et des Allemands. Des civiles s'installent à leur tour. Les premiers cultes sont célébrés chez des particuliers par des missionnaires anglais de passage, les pasteurs Nicolayson puis Ewald. En 1835, arrive le premier pasteur français, Napoléon Roussel, ancien pasteur de Saint-Étienne, puis l'année suivante le pasteur suisse Charles Hoffmann,.
Le 31 octobre 1839, une ordonnance royale institue à Alger une « Église consistoriale pour le culte protestant », sans préciser la confession réformée ou luthérienne, prévue par les Articles organiques du Régime concordataire français. Le premier pasteur officiel est Jean-François Sautter, venu du temple Grignan de Marseille. Le 25 décembre 1845, le consistoire d'Alger inaugure un nouveau temple de 350 places, en présence du comte Eugène Guyot. Deux cultes sont célébrés, l'un en français et l'autre en allemand, respectivement présidés par les pasteurs Jean-François Sautter et Jacques Timothée Dürr. En 1846, le pasteur Sautter obtient du pasteur Rodolphe Cuvier, chapelain de la duchesse d'Orléans Hélène de Mecklembourg-Schwerin (épouse protestante du fils aîné du roi des Français Louis-Philippe), une riche Bible pour la table de communion.
La paroisse est mixte, avec un pasteur luthérien et un autre réformé (calviniste). Se succèdent les pasteurs réformés Isaac Coyne, Pierre Mouline et Frédéric Müller, à la co-présidence du consistoire d'Alger. De 1860 à sa mort en 1876, le pasteur luthérien d'Alger est l'alsacien Jacques Timothée Dürr. 
L'Église est composée de Français et de Suisse, mais aussi d'Anglais, de Hollandais et d'Allemands. Après la Guerre franco-allemande de 1870, de nombreux Optants de l'Alsace-Lorraine s'installent à Alger.
Une école privée protestante est créée, ainsi qu'en 1899 un orphelinat de garçons et de filles, Claire-Colline, à Dély-Ibrahim, dans la banlieue d'Alger.
En 1896, après la conquête de leur île par la France, la famille royale de Madagascar  est exilée à Alger. Elle est de confession protestante, et c'est au temple d'Alger qu'ont lieu les obsèques du ministre malgache Rainilaiarivony le 17 juillet 1896 et de la princesse Razindranoro le 24 mai 1917.
En 1908, à la suite de l’application (partielle) en Algérie de la loi de 1905 séparant les Églises de l’État, les paroisses de l'Église protestante mixte d'Algérie se séparent entre les Unions d'Églises luthériennes et réformées constituées en métropole.
À l’indépendance du pays, le temple a été occupé par l’Organisation nationale des aveugles algériens (ONAA). Détérioré, il est aujourd'hui désaffecté et squatté comme lieu d'habitation. 

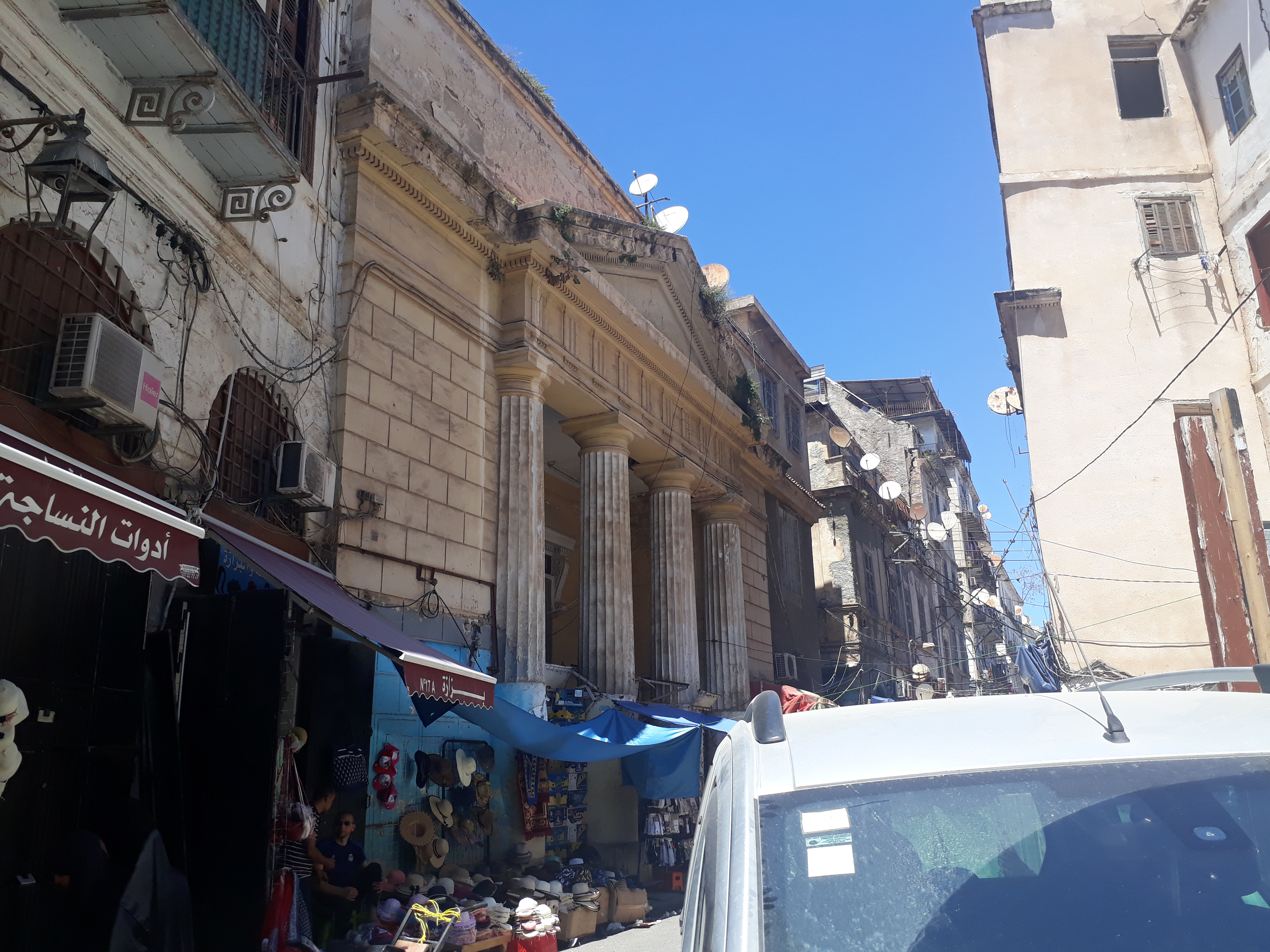
Le temple en 2019, rue Amar El Kama

## Description
L'édifice est de style classique, avec un portique soutenu par quatre colonnes cannelées d'ordre toscan. L'architecte, Pierre-Auguste Guiauchain, s'est inspiré du temple de la rue Grignan, à Marseille, qui lui-même rappelle, par ses dispositions intérieures, celui du temple de Charenton avant la révocation de l'édit de Nantes. Sur le fronton est gravé « Au Christ rédempteur », comme à Marseille.